# Опах

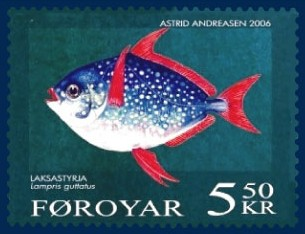
Звичайний опах на марці Фарерських островів

Опахи (Lampris) — рід морських променеперих риб з родини опахових ряду опахоподібних, єдиний сучасний рід своєї родини. Через форму тіла опаха іноді називають «місячною» або «сонячною» рибою.
У опахів овальне сплощене з боків тіло, завдовжки до 2 м у звичайного опаха і до 1,1 м у низькотілого. Маса тіла риб може досягати відповідно до 270 і 30 кг. Бічна лінія над грудними плавниками дугоподібно зігнута вгору. Спинний і анальний плавники довгі, у першому 48-56 променів, у другому — 33-42 промені, в черевних плавниках по 12-17 променів. Луски дуже маленькі, циклоїдні. Хребців 41-46.
Пелагічні риби. Представники роду опах водяться на глибині від 50 до 200 м. Температура води там не перевищує 10o Цельсія. Живляться дрібними рибами, головоногими молюсками, крилем.
У роді опахів 3 види:
- Lampris guttatus — Звичайний опах[4], чи сонячна риба[4], мешкає в помірних і тропічних водах усіх океанів;
- Lampris immaculatus — Низькотілий опах[1], полярні і помірні води Південної півкулі;
- Lampris zatima † — пізній міоцен південної Каліфорнії.

## Теплокровність опахів
Звичайний опах є повністю теплокровною рибою. Він здатний постійно підтримувати в тілі температуру, яка в середньому на 5o Цельсія вище, ніж в довкіллі. Глибоководні опахи постійно підтримують тепло в усьому тілі, у тому числі у внутрішніх органах, і роблять це завдяки рухам грудних плавців.
Секрет терморегуляції опаха — в зниженні тепловтрат, пов'язаних із одержанням кисню з холодної морської води. У цих риб вени і артерії тісно сплетені у так звану «дивовижну мережу» (англ. rete mirabile, термін натураліста Жоржа Кювье). Оскільки стінки судин пропускають тепло, венозна кров віддає його мережі, внаслідок чого холодна рідина в артеріях устигає підігрітися і потрапляє в тканини вже з підвищеною температурою. Тільки у опахів «дивовижна мережа» оточує зябра. Крім того, цей теплообмінник ізолює шар жиру завтовшки в сантиметр.
Підвищена температура тіла робить опахів сильнішими і витривалішими. Ця риба є не засідковою, а є активним хижаком: тепла кров, швидкість реакції, витривалість, гострий зір вказують на те, що опах може полювати на кальмарів і деяких швидких риб.

## Ресурси Інтернету
- FishBase: Lampris guttatus
- FishBase: Lampris immaculatus
- Обнаружена первая полностью теплокровная рыба. Лента.ру. 15 мая 2015. Процитовано 15 травня 2015.